# Botorrita I

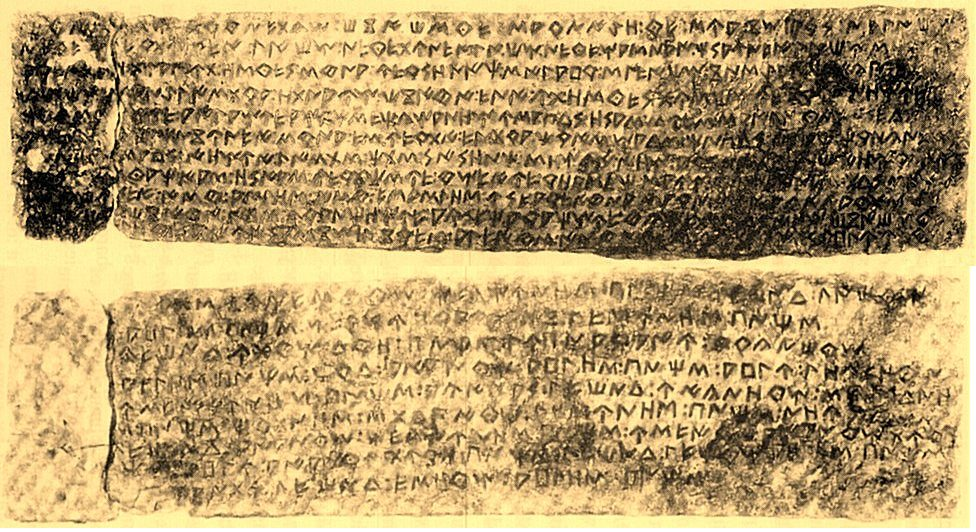
Bronze de Botorrita I trouvé dans l'ancienne Contrebia Belaisca, à Cabezo de las Minas, près de l'actuel Botorrita, à proximité de Saragosse. Elle date du et possèdent une écriture de langues paléo-hispaniques (langue celtibère).

Le bronze de Botorrita I ou grand bronze de Botorrita a été découvert en 1970. Il s'agit du texte en celtibère le plus développé trouvé à ce jour. C'est une plaque de bronze de 40x10 cm qui daterait de 70 av. J.-C. Elle est écrite sur les deux faces, avec un texte de onze lignes sur le côté (côté A) de devant, suivi par une liste de noms sur l'autre côté (côté B).
Le côté A offre un véritable texte, bien que partiellement déchiffré : c'est probablement un texte législatif, avec les interdictions et les sanctions correspondantes. Ces textes sont écrits en celtibère, et représentent une source importante pour toute la famille des langues celtiques continentales, dont les vestiges sont très rares.
Du point de vue linguistique, l'inscription montre des traits caractéristiques et communs à toutes les langues celtiques (la perte du « p » au début du mot, les altérations vocaliques, la vocalisation en « ri » du « r » vocalique, le résultat des "sonores aspirées" de l'indo-européen), et des éléments exclusifs généralement interprétés comme des archaïsmes (les langues celtiques insulaires sont toutes chronologiquement très postérieures aux langues celtiques continentales) : la conservation de diphtongues, l'absence du fléchissement double, la présence de postpositions plutôt que de prépositions et le génitif thématique en -o.

## Transcription

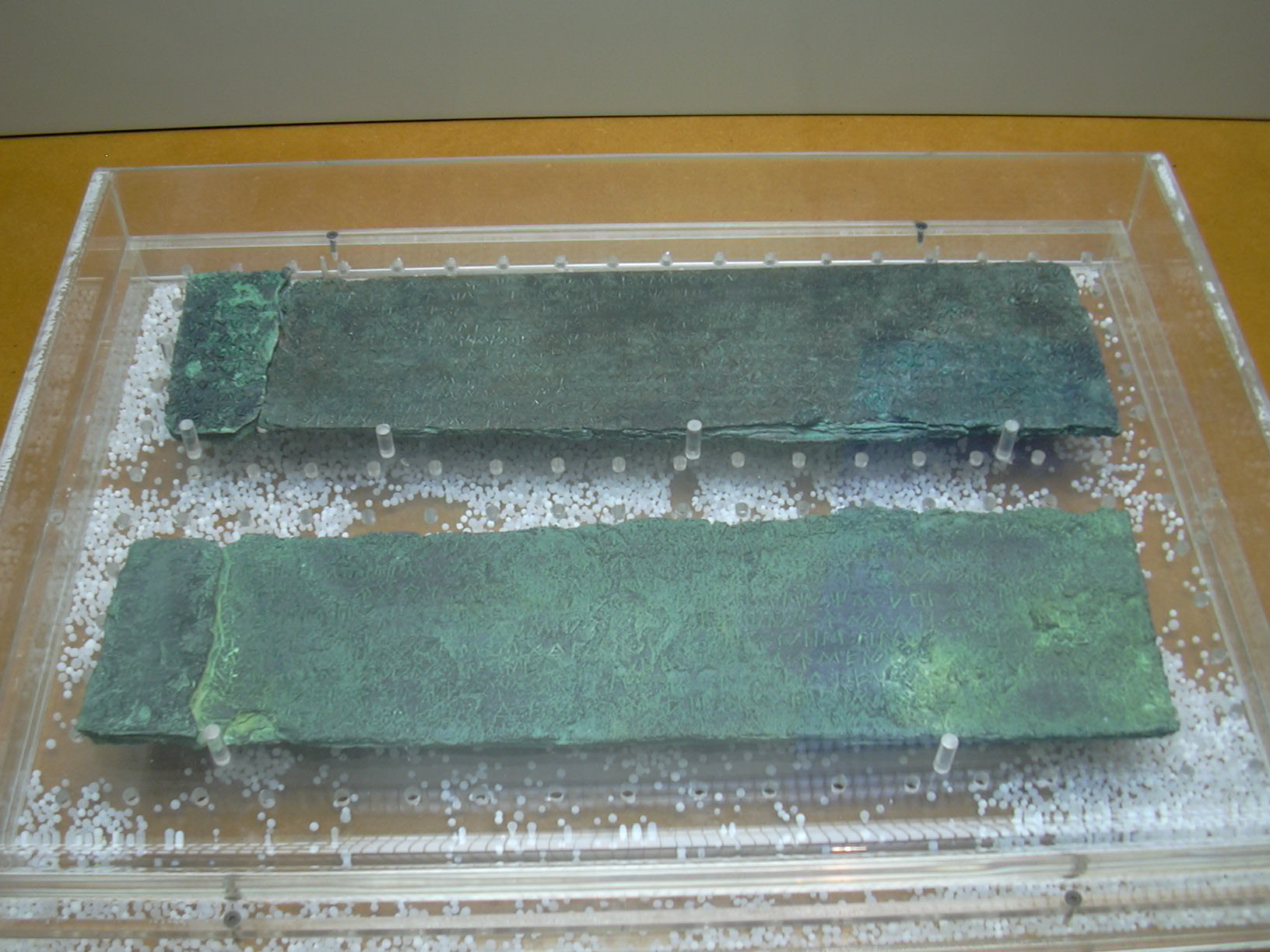
Plaques de bronze au musée provincial de Saragosse, la plaque de la partie supérieure est authentique, la plaque du bas est une copie.

A.1. tirikantam bercunetacam tocoitoscue sarnicio cue sua combalcez nelitom
A.2. necue [u]ertaunei litom necue taunei litom necue masnai tizaunei litom soz aucu
A.3. arestaio tamai uta oscues stena uerzoniti silabur sleitom conscilitom cabizeti
A.4. cantom sancilistara otanaum tocoitei eni: uta oscuez boustomue coruinomue
A.5. macasiamue ailamue ambitiseti camanom usabituz ozas sues sailo custa bizetuz iom
A.6. asecati ambitincounei stena es uertai entara tiris matus tinbituz neito tiricantam
A.7. eni onsatuz iomui listas titas zizonti somui iom arznas bionti iom custaicos
A.8. arznas cuati ias ozias uertatosue temeiue robiseti saum tecametinas tatuz somei
A.9. enitouzei iste ancios iste esancios uze areitena sarniciei acainacubos
A.10. nebintor tocoitei ios ur antiomue auzeti aratimue tecametam tatuz iom tocoitoscue
A.11. sarniciocue aiuizas combalcores aleites iste icues ruzimuz abulu ubocum
B.1. lubos counesicum melnunos bintis letontu litocum
B.2. abulos bintis melmu barauzanco lesunos bintis
B.3. letontu ubocum turo bintis lubinaz aiu bercanticum
B.4. abulos bintis tirtu aiancum abulos bintis abulu louzocum
B.5. uzeisunos bintis acainaz letontu uicanocum suostuno/s
B.6. bintis tirtanos statulicum lesunos bintis nouantutaz
B.7. letontu aiancum melmunos bintis useizu aiancum tauro [bin]/tis
B.8. abulu aiancum tauro bintis letontu leticum abulos bintis
B.9. [ ]ucontaz letontu esocum abulos bintis

## Traduction
Le texte n'a pas encore été traduit, seulement transcrit, ce qui nous donne une idée générale de ce qu'il est. Il semble être un certain type de document à base législative apparemment délivré par un sénat local.
Dans la première ligne de la face A, l'autorité serait indiquée (David Stifter en 2001 signale qui trikantam serait l'« assemblée » comme en gaulois tricantia, alors que combalkez/comblaced / serait « heureux/paraître bien à l'assemblée », en suivant une idée de Bayer en 1994). Les autres termes indiqueraient diverses interdictions (ne.... litom, neque.... litom équivaudrait à « pas licite », « et pas licite » est placé devant une série de verbes à l'infinitif -unei)) et l'établissement de sanctions pécuniaires.
Sur la face B se trouve la série des membres de l'assemblée avec sa structure anthroponyme celtibère (ainsi lubos kounesicum melmunos serait « Lubos, fils de Melmon, des Kounesikos » ou letontu ubokum turo serait « Letondo, fils de Turo, des Ubocos ») avec un terme qui les qualifie (bintis) probablement en indiquant leur poste (comme la charge de « sénateur »). Cependant, quelques auteurs proposent que la lecture correcte serait kentis (au lieu de bintis), « fils » en celte, ce qui concorderait plus avec le contexte.